# Dahegam
Dahegam (en guyaratí: દહેગામ ) es una ciudad de la India en el distrito de Gandhinagar, estado de Guyarat.

## Geografía
Se encuentra a una altitud de 76 m s. n. m. a 22 km de la capital estatal, Gandhinagar, en la zona horaria UTC +5:30.

## Demografía
Según estimación 2011 contaba con una población de 43 902 habitantes.